# 古伯察

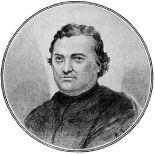
古伯察

古伯察，本名埃瓦里斯特·雷吉斯·于克（法語：Évariste Régis Huc，1813年8月1日—1860年3月31日），法國來華傳教士、旅遊作家、天主教遣使會神父，1844–1846年在清朝遊歷，蒙古人、藏人、漢人的見聞令他在歐洲聞名，著作《鞑靼西藏旅行记》（Souvenirs d’un voyage dans la Tartarie, le Thibet et la Chine pendant les années 1844, 1845 et 1846；法語原文直譯是《1844、45、46年韃靼利亞、西藏和中國旅途回憶錄》)在歐洲風行一時。自英格蘭人托馬斯·曼寧在1811–12年到訪拉薩之後，古伯察是首位到訪拉薩的歐洲人。
1857年向拿破侖三世寄了自己的遠東之行回憶錄，言道「遠東將為鉅變之舞台，若皇帝有願，法國可從中擔當重要且光榮之務」，從而令法國以保護傳教士為由，對印度支那尤其是越南全面殖民。
1845年，会见西藏噶倫兼貴族夏扎·旺曲傑布。旺曲傑布其實是奉清朝駐藏大臣琦善之命探察古伯察和秦噶華兩位傳教士。至1846年2月，二人被琦善驱逐。

## 生平
1813年生於法蘭西第一帝國塔恩-加龍省凯吕斯。24歲加入巴黎遣使會。1839年授予聖秩，遣於葡屬澳門。古伯察在澳門待了18個月，學習傳教士的日常事務，同時學習漢語，並逐漸把自己的儀表服飾改得乎合華人的品味。之後從廣州正式開始他的傳教之務。

## 引用文獻
1. ↑  R. Stanley Thomson, "The Diplomacy of Imperialism:  France and Spain in Cochin China, 1858-63", The Journal of Modern History, v. 12 no. 3 (Sept., 1940), page 334.
2. ↑  毕达克. . 沈卫荣、宋黎明译. 中国藏学出版社. 2008: 133–144.

## 外部連結
- Évariste Régis Huc的作品  - 古騰堡計劃
- 互联网档案馆中古伯察的作品或与之相关的作品
- Julie Marshall. .  Revised and Updated to 2003. Routledge. 2004-11-23: 224–226  [2018-07-11]. ISBN 978-1-134-32785-0. （原始内容存档于2019-06-10）.